# Jednostka regionalna Mesenia
Jednostka regionalna Mesenia (nwgr.: Περιφερειακή ενότητα Μεσσηνίας) – jednostka administracyjna Grecji w regionie Peloponez. Powołana do życia 1 stycznia 2011 w wyniku przyjęcia nowego podziału administracyjnego kraju. W 2021 roku liczyła 144 tys. mieszkańców.
W skład jednostki wchodzą gminy:
- Kalamata (1),
- Ditiki Mani (2),
- Mesini (3),
- Ichalia (4),
- Pylos-Nestoras (5),
- Trifilia (6).